# Bistum Talca

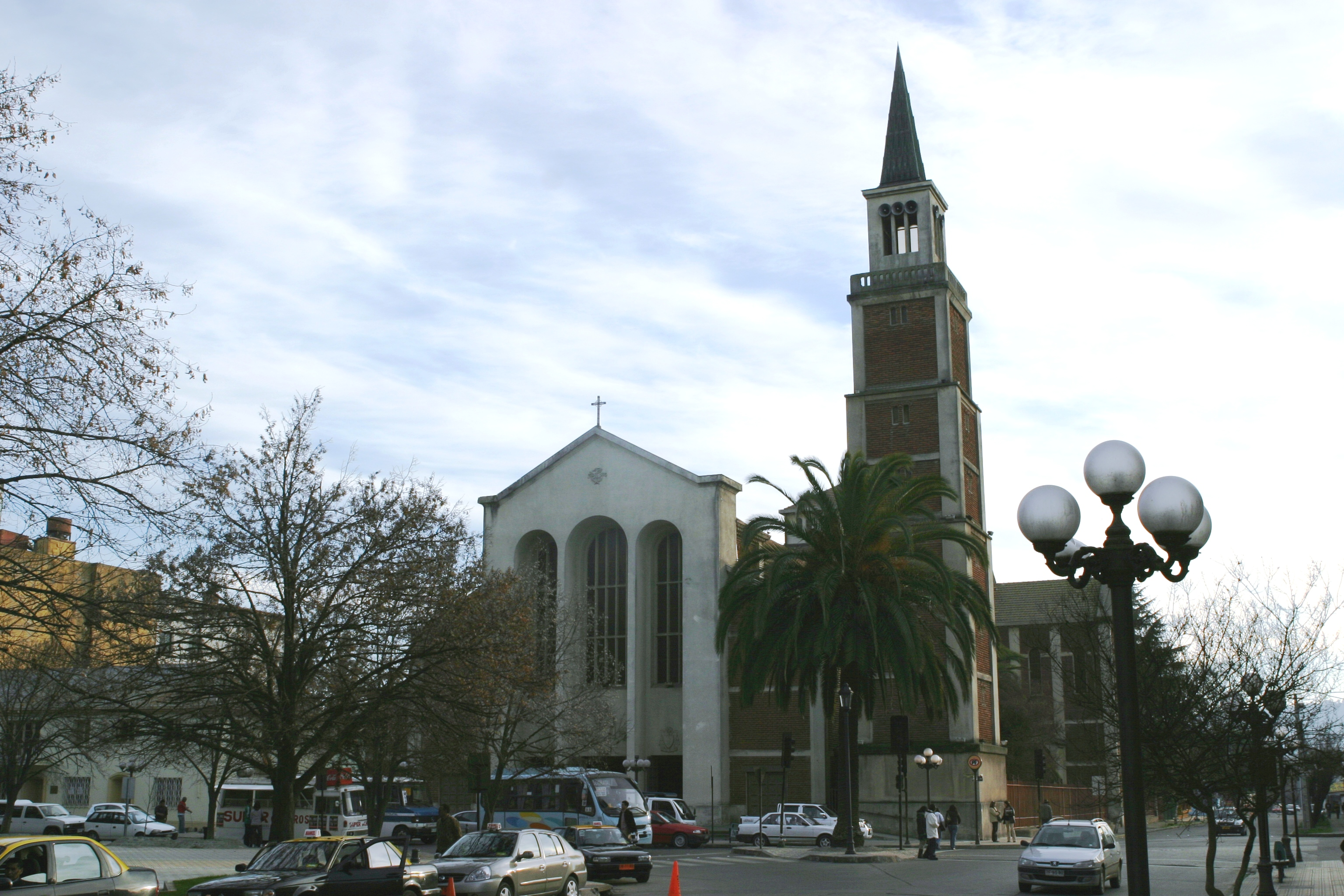
Catedral San Agustín in Talca

Das Bistum Talca (lat.: Dioecesis Talcensis, span.: Diócesis de Talca) ist eine in Chile gelegene Diözese der römisch-katholischen Kirche mit Sitz in Talca. 

## Geschichte
Das Bistum Talca wurde 1913 durch Papst Pius X. aus Gebietsabtretungen des Bistums Concepción als Mission sui juris Talca errichtet. Am 18. Oktober 1925 wurde die Mission sui juris Talca durch Papst Pius XI. mit der Apostolischen Konstitution Apostolici Muneris Ratio zum Bistum erhoben und dem Erzbistum Santiago de Chile als Suffraganbistum unterstellt.

## Ordinarien

### Apostolische Administratoren von Talca
- Miguel León Prado, 1913–1925, dann Weihbischof im Erzbistum Santiago de Chile

### Bischöfe von Talca
- Carlos Silva Cotapos, 1925–1939
- Manuel Larraín Errázuriz, 1939–1966
- Carlos González Cruchaga, 1967–1996
- Horacio del Carmen Valenzuela Abarca, 1996–2018
- Galo Fernández Villaseca, seit 2021